# Personalização
A palavra customização (do inglês customization) é empregada no sentido de personalização, adaptação, adequação. Desta forma, customizar é adaptar ou adequar algo de acordo com o gosto ou necessidade de alguém; Alterar algo para fazer com que sirva melhor aos requisitos de alguém. Customização pode ser entendida como sendo adequação ao gosto do cliente.

## Em marketing e comércio eletrónico

### Personalização em massa
A personalização em massa é a adaptação individual de uma empresa aos gostos e preferências dos utilizadores finais. Numa perspetiva de co-design, a personalização em massa pode ser vista como um esforço de colaboração entre clientes e fabricantes, que têm diferentes conjuntos de prioridades e que precisam de trabalhar em conjunto para encontrar soluções que melhor se adaptem às necessidades individuais dos clientes e às capacidades de personalização dos fabricantes. A principal diferença entre a personalização em massa e a personalização em massa é que a personalização é a capacidade de uma empresa permitir que os seus clientes criem e seleccionem um produto que, dentro de certos limites, satisfaça as suas necessidades pessoais.
Por exemplo, um sítio Web que conheça a localização e os hábitos de compra dos seus utilizadores oferecerá ofertas adaptadas aos seus dados demográficos. Cada utilizador é classificado por alguma caraterística relevante, como a localização ou a idade, e depois é-lhe dada uma personalização dirigida a esse grupo. Isto significa que a personalização não é individual para esse utilizador, apenas aponta para uma determinada caraterística que o compara com um grupo maior de pessoas.

### Personalização preditiva
A personalização do comércio eletrónico é a prática de adaptar o processo de compra em linha às necessidades de cada cliente, com base em dados como o histórico de navegação, o comportamento de compra, os dados demográficos e as interações em tempo real. É também uma personalização preditiva. A personalização preditiva é definida como a capacidade de prever o comportamento, as necessidades ou os desejos do cliente e de adaptar as ofertas e as mensagens com grande precisão.
Os dados sociais são uma das fontes de fornecimento de análises preditivas, especialmente os dados sociais estruturados. A personalização preditiva é um meio muito mais recente de personalização e pode ser utilizada para complementar as actuais ofertas de personalização. A personalização preditiva tornou-se particularmente importante nas compras em linha, onde os utilizadores, especialmente os clientes fiéis, esperam "listas de compras inteligentes" - mecanismos que prevêem os produtos de que necessitam com base em clientes semelhantes a eles e no seu comportamento de compra anterior.